# Wappenbuch der regierenden Monarchen Europas
Das Wappenbuch der regierenden Monarchen Europas stammt aus dem Tyroffschen Kunstverlag Nürnberg und wurde 1846 herausgegeben. Das Wappenbuch wurde von J.A. Tyroff verfasst und verlegt, in alphabetischen Reihenfolge werden  „Kaiserliche, Königliche, Großherzogliche und Fürstliche Wappen“ dargestellt.

## Kurzbeschreibung
Die Wappenabdrucke sind auf 50 Blättern in Farbe dargestellt, es beginnt mit dem Wappen „Seiner Kaiserlich Königlichen Majestät Ferdinand I. Kaiser von Österreich, König von Ungarn und Böhmen“ und endet mit dem Wappen „Seiner Hochfürstlichen Durchlaucht Georg Victor Fürsten von Waldeck“. In der Originalausgabe ist es „ein prachtvoll illustriertes und mit Gold und Silber aufgehöhtes“ Werk.

## Auszug
Auszug aus dem Wappenbuch der regierenden Monarchen Europas:

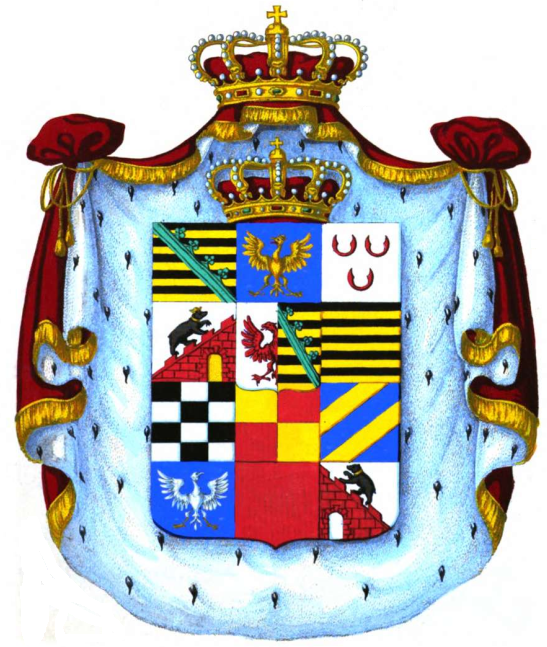
Fürstentum Anhalt-Dessau
Fürstentum Anhalt-Köthen
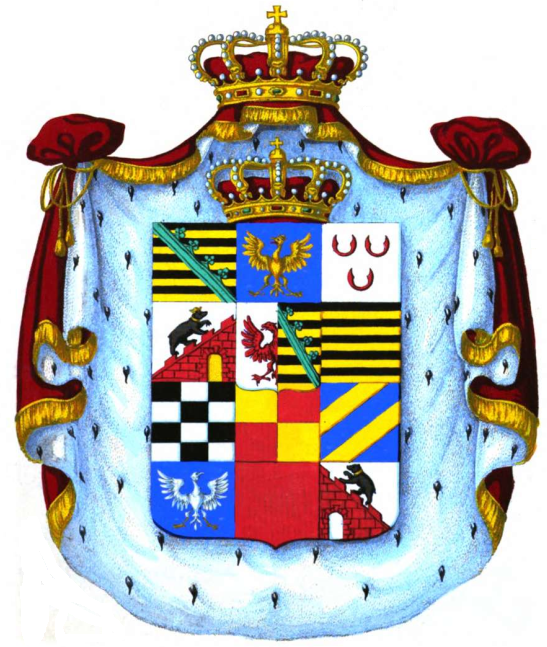
Herzogtum Anhalt
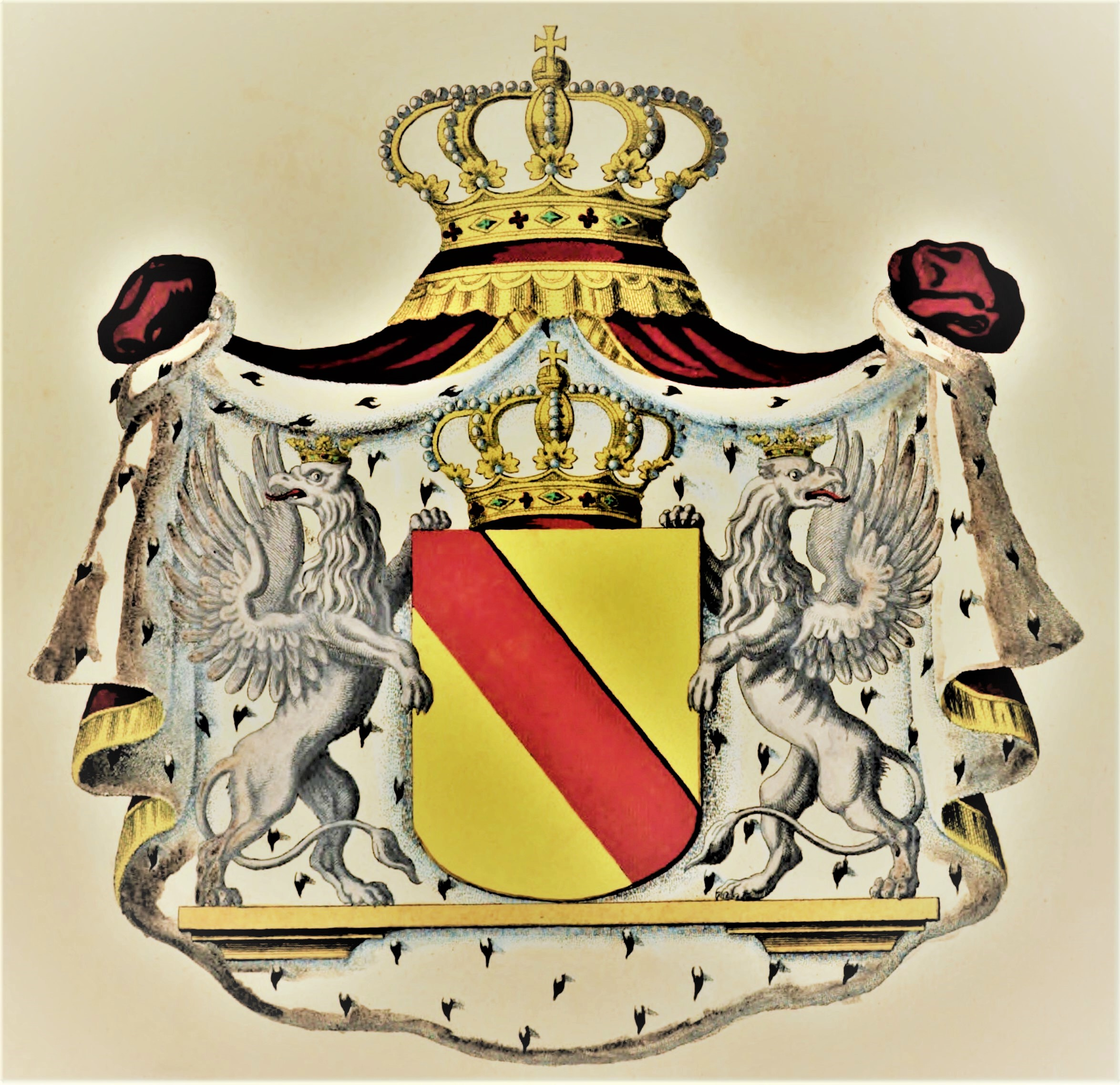
Großherzogtum Baden
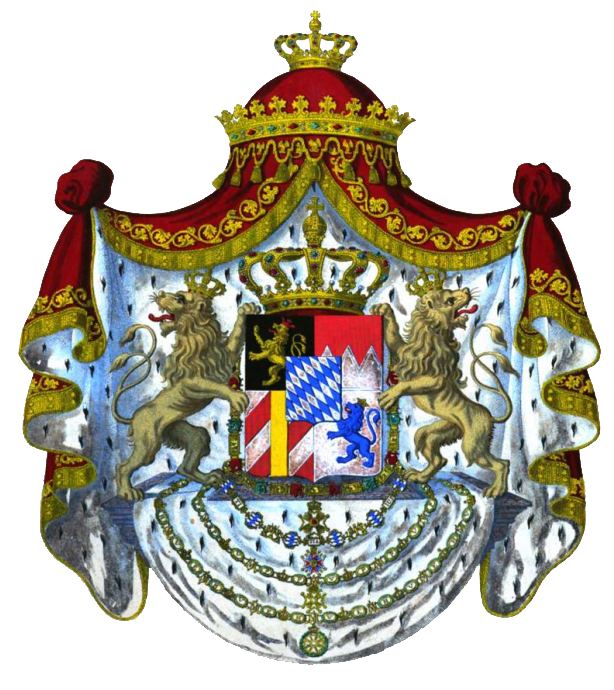
Königreich Bayern
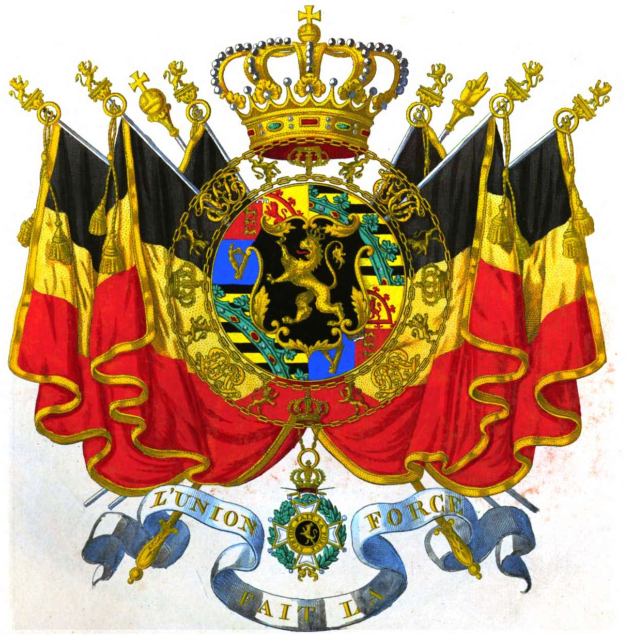
Königreich Belgien
Herzogtum Braunschweig
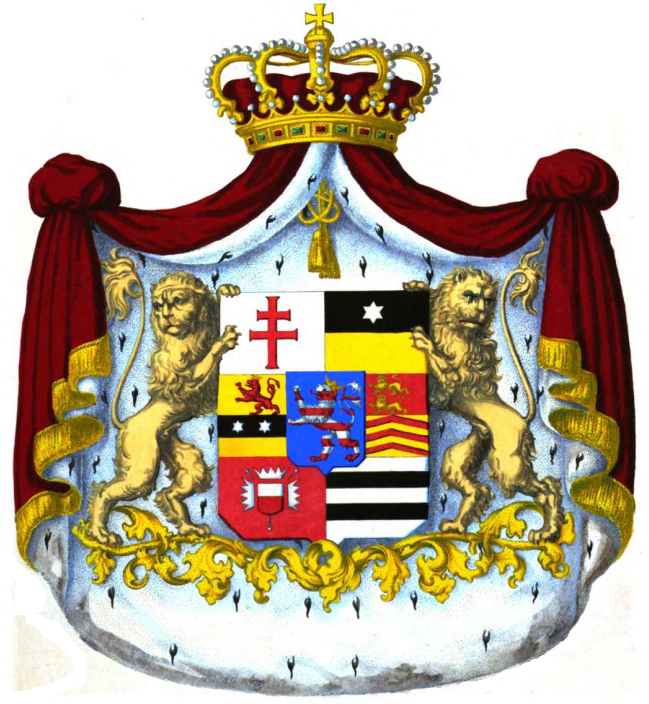
Landgrafschaft Hessen-Homburg
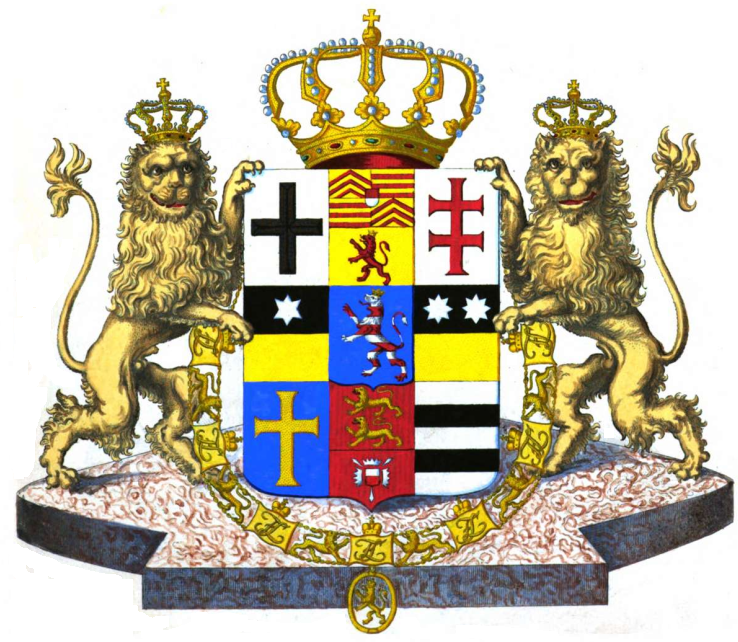
Kurfürstentum Hessen
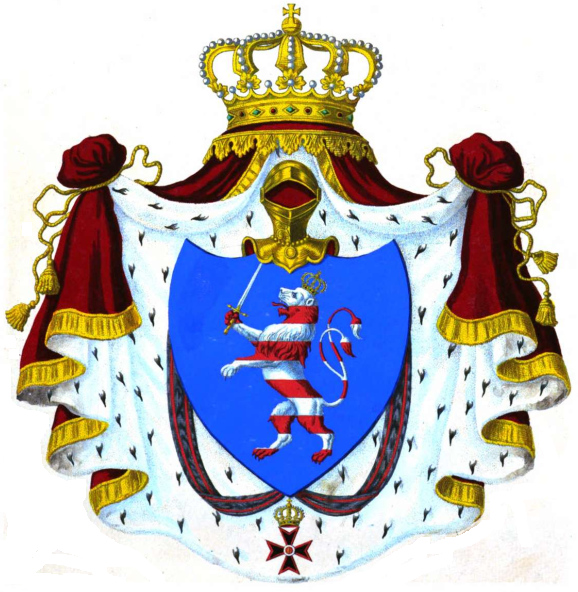
Großherzogtum Hessen
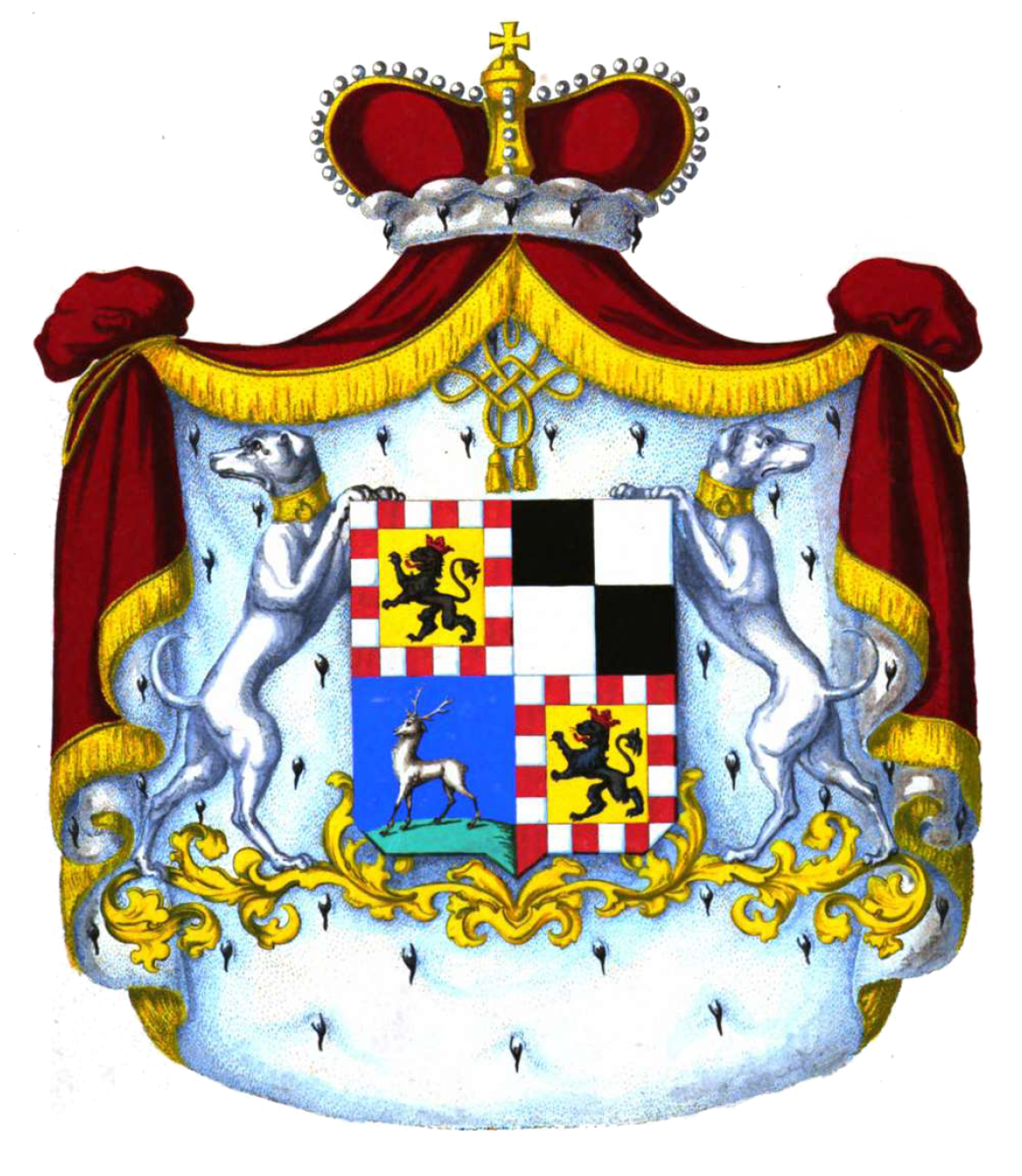
Fürstentum Hohenzollern-Hechingen
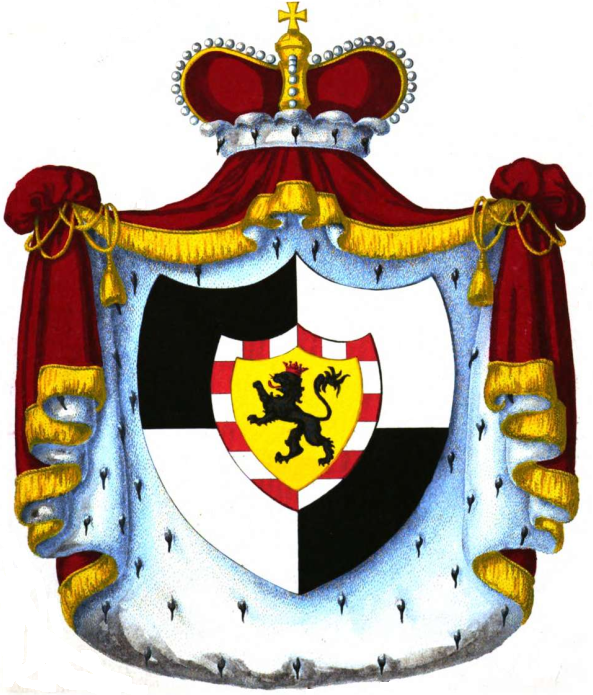
Fürstentum Hohenzollern-Sigmaringen
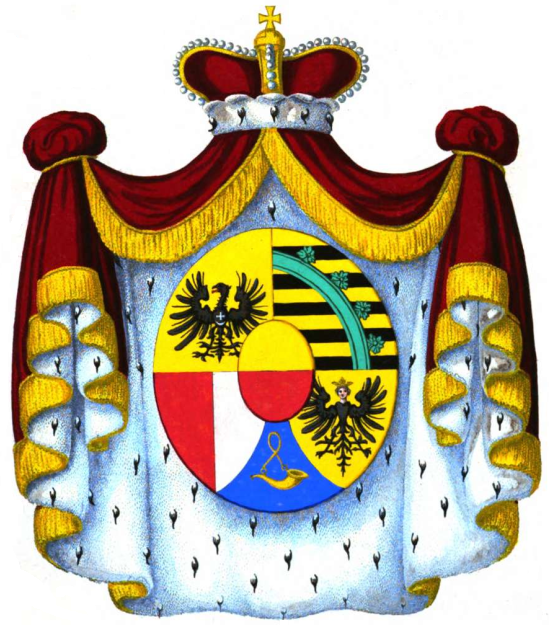
Fürstentum Liechtenstein
Großherzogtum Mecklenburg-Schwerin Herzogtum Mecklenburg-Strelitz
Herzogtum Nassau
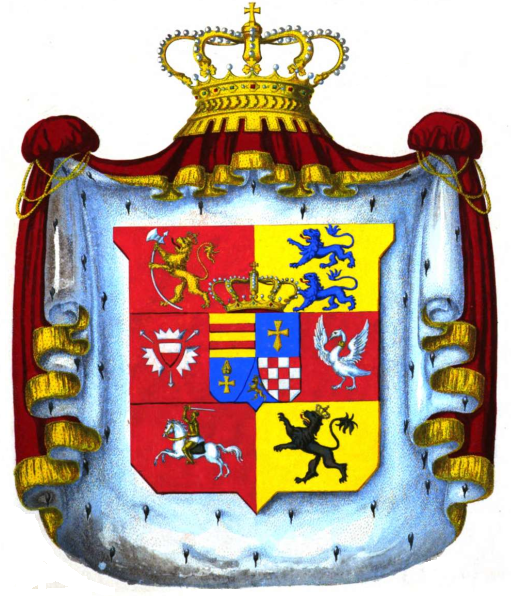
Großherzogtum Oldenburg
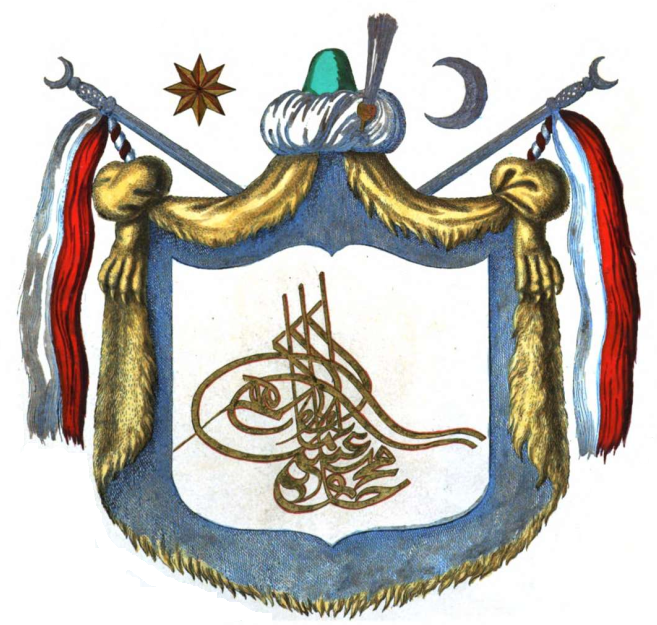
Osmanisches Reich
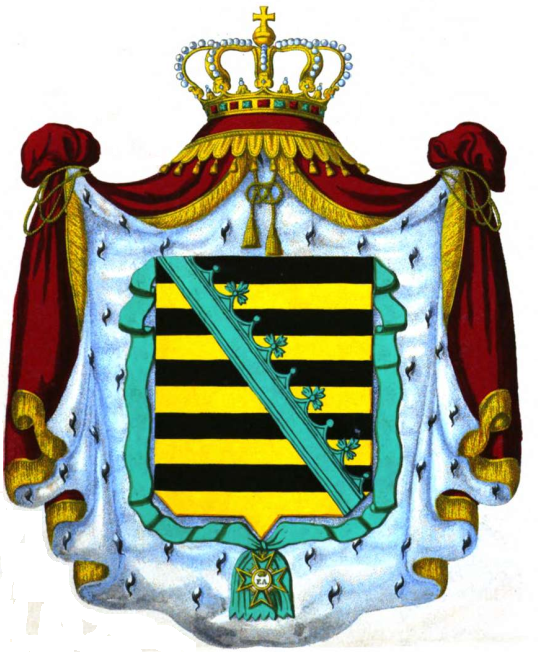
Königreich Sachsen
Großherzogtum Sachsen-Weimar-Eisenach
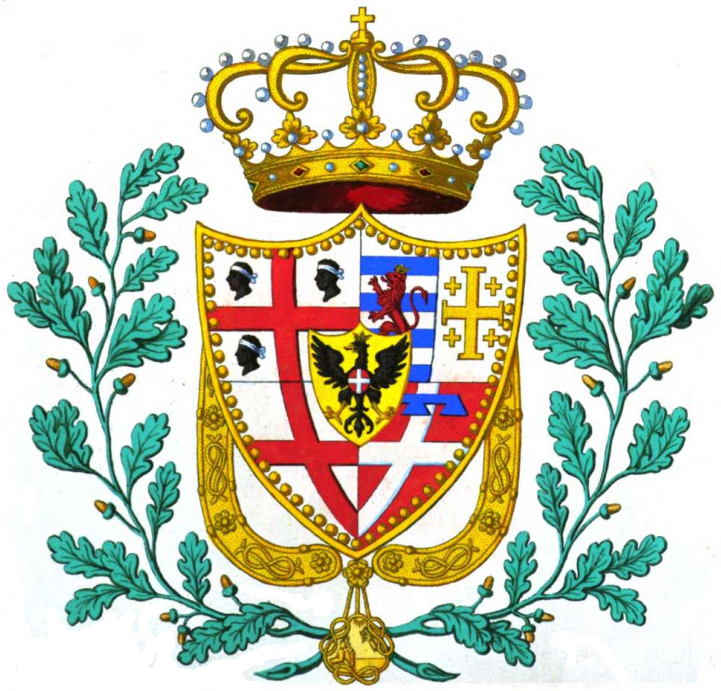
Königreich Sardinien
Königreich Ungarn